# Cá bống mép lưỡi câu

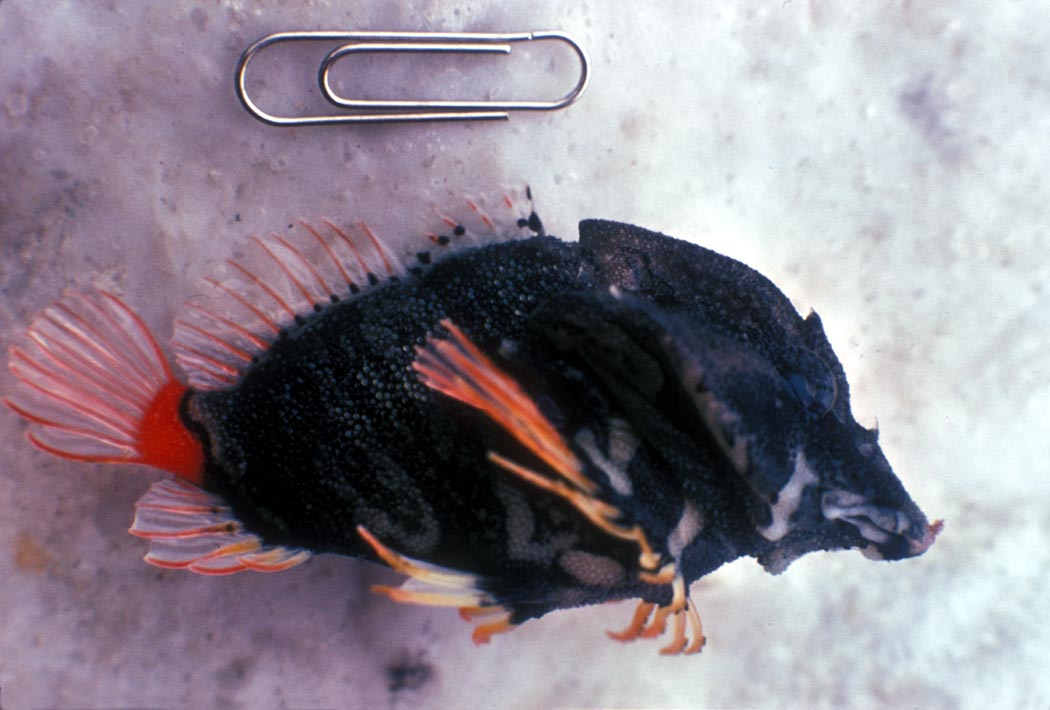
Grunt Sculpin. Courtesy: U.S. Fish & Wildlife Service

Cá bống mép lưỡi câu, tên khoa học Rhamphocottus richardsonii, là thành viên duy nhật trong họ cá Rhamphocottidae. Nó có nguồn gốc vùng nước ôn đới ven biển của Bắc Thái Bình Dương, từ Nhật Bản tới Alaska và phía nam California, nơi nó sinh sống ở vùng thủy triều, vùng núi đá, và đáy cát ở độ sâu lên đến 165 mét. Nó sử dụng gai vây ngực của nó để bò qua đáy biển. Nó phát triển chiều dài lên đến 9 cm. Về sinh sản, con cái đuổi con đực tới một kẽ đá và giữ nó ở đó tới khi con đực thụ tinh cho trứng của con cái.